# Municipio de Layton (Iowa)
El municipio de Layton (en inglés: Layton Township) es un municipio ubicado en el condado de Pottawattamie en el estado estadounidense de Iowa. En el año 2010 tenía una población de 948 habitantes y una densidad poblacional de 10,25 personas por km².

## Geografía
El municipio de Layton se encuentra ubicado en las coordenadas 41°27′49″N 95°12′14″O / 41.46361, -95.20389. Según la Oficina del Censo de los Estados Unidos, el municipio tiene una superficie total de 92.53 km², de la cual 92,5 km² corresponden a tierra firme y (0,03 %) 0,03 km² es agua.

## Demografía
Según el censo de 2010, había 948 personas residiendo en el municipio de Layton. La densidad de población era de 10,25 hab./km². De los 948 habitantes, el municipio de Layton estaba compuesto por el 97,36 % blancos, el 0,84 % eran afroamericanos, el 0,11 % eran amerindios, el 0,63 % eran asiáticos, el 0,32 % eran de otras razas y el 0,74 % eran de una mezcla de razas. Del total de la población el 1,37 % eran hispanos o latinos de cualquier raza.